# Grand Prix Hassan II
Grand Prix Hassan II (Marele Premiu Hassan II) este un turneu anual de tenis masculin din cadrul ATP Tour și în prezent face parte din seria ATP World Tour 250. Evenimentul se joacă pe terenuri cu zgură și a avut loc anual la Complexe Al Amal din Casablanca, Maroc până în 2015, înainte de a se muta la Marrakech în 2016. Între 1984 și 1989 a făcut parte din Challenger Series. În prezent, este singurul eveniment ATP organizat în Africa. Se desfășoară în aprilie.

## Rezultate

### Simplu
| Oraș gazdă | An        | Campion                                 | Finalist                                | Scor                                    |
| Marrakesh  |           |                                         |                                         |                                         |
| ---------- | --------- | --------------------------------------- | --------------------------------------- | --------------------------------------- |
| Marrakesh  | 2025      | Luciano Darderi                         | Tallon Griekspoor                       | 7–6(7–3), 7–6(7–4)                      |
| Marrakesh  | 2024      | Matteo Berrettini                       | Roberto Carballés Baena                 | 7–5, 6–2                                |
| Marrakesh  | 2023      | Roberto Carballés Baena                 | Alexandre Müller                        | 4–6, 7–6(7–3), 6–2                      |
| Marrakesh  | 2022      | David Goffin                            | Alex Molčan                             | 3–6, 6–3, 6–3                           |
| Marrakesh  | 2021 2020 | Anulat din cauza pandemiei de COVID-19. | Anulat din cauza pandemiei de COVID-19. | Anulat din cauza pandemiei de COVID-19. |
| Marrakesh  | 2019      | Benoît Paire                            | Pablo Andújar                           | 6–2, 6–3                                |
| Marrakesh  | 2018      | Pablo Andújar                           | Kyle Edmund                             | 6–2, 6–2                                |
| Marrakesh  | 2017      | Borna Ćorić                             | Philipp Kohlschreiber                   | 5–7, 7–6(7–3), 7–5                      |
| Marrakesh  | 2016      | Federico Delbonis                       | Borna Ćorić                             | 6–2, 6–4                                |
| Casablanca | 2015      | Martin Kližan                           | Daniel Gimeno-Traver                    | 6–2, 6–2                                |
| Casablanca | 2014      | Guillermo Garcia-Lopez                  | Marcel Granollers                       | 5–7, 6–4, 6–3                           |
| Casablanca | 2013      | Tommy Robredo                           | Kevin Anderson                          | 7–6(8–6), 4–6, 6–3                      |
| Casablanca | 2012      | Pablo Andújar                           | Albert Ramos                            | 6–1, 7–6(7–5)                           |
| Casablanca | 2011      | Pablo Andújar                           | Potito Starace                          | 6–1, 6–2                                |
| Casablanca | 2010      | Stanislas Wawrinka                      | Victor Hănescu                          | 6–2, 6–3                                |
| Casablanca | 2009      | Juan Carlos Ferrero                     | Florent Serra                           | 6–4, 7–5                                |
| Casablanca | 2008      | Gilles Simon                            | Julien Benneteau                        | 7–5, 6–2                                |
| Casablanca | 2007      | Paul-Henri Mathieu                      | Álbert Montañés                         | 6–1, 6–1                                |
| Casablanca | 2006      | Daniele Bracciali                       | Nicolás Massú                           | 6–1, 6–4                                |
| Casablanca | 2005      | Mariano Puerta                          | Juan Mónaco                             | 6–4, 6–1                                |
| Casablanca | 2004      | Santiago Ventura                        | Dominik Hrbatý                          | 6–3, 1–6, 6–4                           |
| Casablanca | 2003      | Julien Boutter                          | Younes El Aynaoui                       | 6–2, 2–6, 6–1                           |
| Casablanca | 2002      | Younes El Aynaoui                       | Guillermo Cañas                         | 3–6, 6–3, 6–2                           |
| Casablanca | 2001      | Guillermo Cañas                         | Tommy Robredo                           | 7–5, 6–2                                |
| Casablanca | 2000      | Fernando Vicente                        | Sébastien Grosjean                      | 6–4, 4–6, 7–6                           |
| Casablanca | 1999      | Alberto Martín                          | Fernando Vicente                        | 6–3, 6–4                                |
| Casablanca | 1998      | Andrea Gaudenzi                         | Álex Calatrava                          | 6–4, 5–7, 6–4                           |
| Casablanca | 1997      | Hicham Arazi                            | Franco Squillari                        | 3–6, 6–1, 6–2                           |
| Casablanca | 1996      | Tomás Carbonell                         | Gilbert Schaller                        | 7–5, 1–6, 6–2                           |
| Casablanca | 1995      | Gilbert Schaller                        | Albert Costa                            | 6–4, 6–2                                |
| Casablanca | 1994      | Renzo Furlan                            | Karim Alami                             | 6–2, 6–2                                |
| Casablanca | 1993      | Guillermo Pérez Roldán                  | Younes El Aynaoui                       | 6–4, 6–3                                |
| Casablanca | 1992      | Guillermo Pérez Roldán                  | Germán López                            | 2–6, 7–5, 6–3                           |
| Casablanca | 1991      | Nu s-a ținut                            | Nu s-a ținut                            | Nu s-a ținut                            |
| Casablanca | 1990      | Thomas Muster                           | Guillermo Pérez Roldán                  | 6–1, 6–7, 6–2                           |
| Casablanca | 1989      | Andres Võsand                           | Mark Koevermans                         | 3-6, 7–6, 6–0                           |
| Casablanca | 1988      | Franco Davín                            | Jordi Arrese                            | 6–3, 2-6, 6–4                           |
| Casablanca | 1987      | Tarik Benhabiles                        | Francisco Yunis                         | 6-2, 7-5                                |
| Casablanca | 1986      | David De Miguel                         | Thierry Champion                        | 6–2, 6–3                                |
| Casablanca | 1985      | Ronald Agenor                           | Ricki Osterthun                         | 2-6, 6-3, 6-4                           |
| Casablanca | 1984      | Hans Gildemeister                       | Chuck Willenborg                        | 6–7, 6–2, 6-1                           |

### Dublu
| Oraș gazdă | An         | Campion                                 | Finalist                                | Scor                                    |
| Marrakesh  |            |                                         |                                         |                                         |
| ---------- | ---------- | --------------------------------------- | --------------------------------------- | --------------------------------------- |
| Marrakesh  | 2025       | Petr Nouza Patrik Rikl                  | Hugo Nys Édouard Roger-Vasselin         | 6–3, 6–4                                |
| Marrakesh  | 2024       | Harri Heliövaara Henry Patten           | Alexander Erler Lucas Miedler           | 3–6, 6–4, [10–4]                        |
| Marrakesh  | 2023       | Marcelo Demoliner Andrea Vavassori      | Alexander Erler Lucas Miedler           | 6–4, 3–6, [12–10]                       |
| Marrakesh  | 2022       | Rafael Matos David Vega Hernández       | Andrea Vavassori Jan Zieliński          | 6–1, 7–5                                |
| Marrakesh  | 2020- 2021 | Anulat din cauza pandemiei de COVID-19. | Anulat din cauza pandemiei de COVID-19. | Anulat din cauza pandemiei de COVID-19. |
| Marrakesh  | 2019       | Jürgen Melzer Franko Škugor             | Matwé Middelkoop Frederik Nielsen       | 6–4, 7–6(8–6)                           |
| Marrakesh  | 2018       | Nikola Mektić Alexander Peya            | Benoît Paire Édouard Roger-Vasselin     | 7–5, 3–6, [10–7]                        |
| Marrakesh  | 2017       | Dominic Inglot Mate Pavić               | Marcel Granollers Marc López            | 6–4, 2–6, [11–9]                        |
| Marrakesh  | 2016       | Guillermo Durán Máximo González         | Marin Draganja Aisam-ul-Haq Qureshi     | 6–2, 3–6, [10–6]                        |
| Casablanca | 2015       | Rameez Junaid Adil Shamasdin            | Rohan Bopanna Florin Mergea             | 3–6, 6–2, [10–7]                        |
| Casablanca | 2014       | Jean-Julien Rojer Horia Tecău           | Tomasz Bednarek Lukáš Dlouhý            | 6–2, 6–2                                |
| Casablanca | 2013       | Julian Knowle Filip Polášek             | Dustin Brown Christopher Kas            | 6–3, 6–2                                |
| Casablanca | 2012       | Dustin Brown Paul Hanley                | Daniele Bracciali Fabio Fognini         | 7–5, 6–3                                |
| Casablanca | 2011       | Robert Lindstedt Horia Tecău            | Colin Fleming Igor Zelenay              | 6–2, 6–1                                |
| Casablanca | 2010       | Robert Lindstedt Horia Tecău            | Rohan Bopanna Aisam-ul-Haq Qureshi      | 6–2, 3–6, [10–7]                        |
| Casablanca | 2009       | Łukasz Kubot Oliver Marach              | Simon Aspelin Paul Hanley               | 7–6 (7–4), 3–6, [10–6]                  |
| Casablanca | 2008       | Albert Montañés Santiago Ventura        | James Cerretani Todd Perry              | 6–1, 6–2                                |
| Casablanca | 2007       | Jordan Kerr David Škoch                 | Łukasz Kubot Oliver Marach              | 7–6, 1–6, [10–4]                        |
| Casablanca | 2006       | Julian Knowle Jürgen Melzer             | Michael Kohlmann Alexander Waske        | 6–3, 6–4                                |
| Casablanca | 2005       | František Čermák Leoš Friedl            | Martín García Luis Horna                | 6–4, 6–3                                |
| Casablanca | 2004       | Enzo Artoni Fernando Vicente            | Yves Allegro Michael Kohlmann           | 3–6, 6–0, 6–4                           |
| Casablanca | 2003       | František Čermák Leoš Friedl            | Devin Bowen Ashley Fisher               | 6–3, 7–5                                |
| Casablanca | 2002       | Stephen Huss Myles Wakefield            | Martín García Luis Lobo                 | 6–4, 6–2                                |
| Casablanca | 2001       | Michael Hill Jeff Tarango               | Pablo Albano David Macpherson           | 7–6, 6–3                                |
| Casablanca | 2000       | Arnaud Clément Sébastien Grosjean       | Lars Burgsmüller Andrew Painter         | 7–6, 6–4                                |
| Casablanca | 1999       | Fernando Meligeni Jaime Oncins          | Massimo Ardinghi Vincenzo Santopadre    | 6–2, 6–3                                |
| Casablanca | 1998       | Andrea Gaudenzi Diego Nargiso           | Cristian Brandi Filippo Messori         | 6–4, 7–6                                |
| Casablanca | 1997       | João Cunha e Silva Nuno Marques         | Karim Alami Hicham Arazi                | 7–6, 6–2                                |
| Casablanca | 1996       | Jiří Novák David Rikl                   | Tomás Carbonell Francisco Roig          | 7–6, 6–3                                |
| Casablanca | 1995       | Tomás Carbonell Francisco Roig          | Emanuel Couto João Cunha e Silva        | 6–4, 6–1                                |
| Casablanca | 1994       | David Adams Menno Oosting               | Cristian Brandi Federico Mordegan       | 6–3, 6–4                                |
| Casablanca | 1993       | Mike Bauer Piet Norval                  | Ģirts Dzelde Goran Prpić                | 7–5, 7–6                                |
| Casablanca | 1992       | Horacio de la Peña Jorge Lozano         | Ģirts Dzelde T. J. Middleton            | 2–6, 6–4, 7–6                           |
| Casablanca | 1991       | Nu s-a ținut                            | Nu s-a ținut                            | Nu s-a ținut                            |
| Casablanca | 1990       | Todd Woodbridge Simon Youl              | Paul Haarhuis Mark Koevermans           | 6–3, 6–1                                |
| Casablanca | 1989       | Jaroslav Bulant Richard Vogel           | Libor Pimek Florin Segărceanu           | 6–1, 6–3                                |
| Casablanca | 1988       | Josef Čihák Cyril Suk                   | Arnaud Boetsch Denis Langaskens         | 6–2, 6–0                                |
| Casablanca | 1987       | José López-Maeso Alberto Tous           | Massimo Cierro Alessandro de Minicis    | 7–6, 6–2                                |
| Casablanca | 1986       | Agustín Moreno Larry Scott              | Tore Meinecke Ricki Osterthun           | 7–5, 6–2                                |